# Antal Ferenc (lelkész)
Antal Ferenc  (Kolozsvár, 1912. április 18. – Melbourne, 1993.  július 13.) erdélyi származású ausztráliai református lelkész, újságíró, lapszerkesztő.

## Életpályája
Tanulmányait Kolozsváron és Hollandiában végezte. 1935-ben szentelték fel a kolozsvári Farkas utcai református templomban. Később ügyvédi diplomát is szerzett.
1949-ben költözött Ausztráliába, ahol 1951-ben Melbourne-ben megalakította az első magyar református gyülekezetet, amelynek haláláig lelkipásztora volt. Ausztráliában a lelkészség mellett tolmácsként és ügyvédként is dolgozott az egyházban. 
1970-ben megindította az Ausztráliai Magyar Újságot, amelyet ő maga írt és szerkesztett, sokszorosított. Még nyomdagépet is szerzett az egyháznak.
Tagja volt a Magyar Újságírók Szövetségének.